# Pseudoformicaleo sordidatus
Pseudoformicaleo sordidatus is een insect uit de familie van de mierenleeuwen (Myrmeleontidae), die tot de orde netvleugeligen (Neuroptera) behoort. 
Pseudoformicaleo sordidatus is voor het eerst wetenschappelijk beschreven door Navás in 1936.